# کالج و دانشگاه سانسکریت
کالج و دانشگاه سانسکریت (در گذشته کالج سانسکریت) یک دانشگاه دولتی است واقع در کلکته، بنگال غربی، هند. این دانشگاه بر علومِ مقدّماتی (هنرهای لیبرال) تمرکز دارد و مدرک لیسانس و فوق لیسانس را در تاریخ هند باستان و جهان، بنگالی، انگلیسی، زبان سانسکریت، زبانشناسی و فلسفه‌های سنتی هند مانند Advaita Vedanta ارائه می‌دهد.

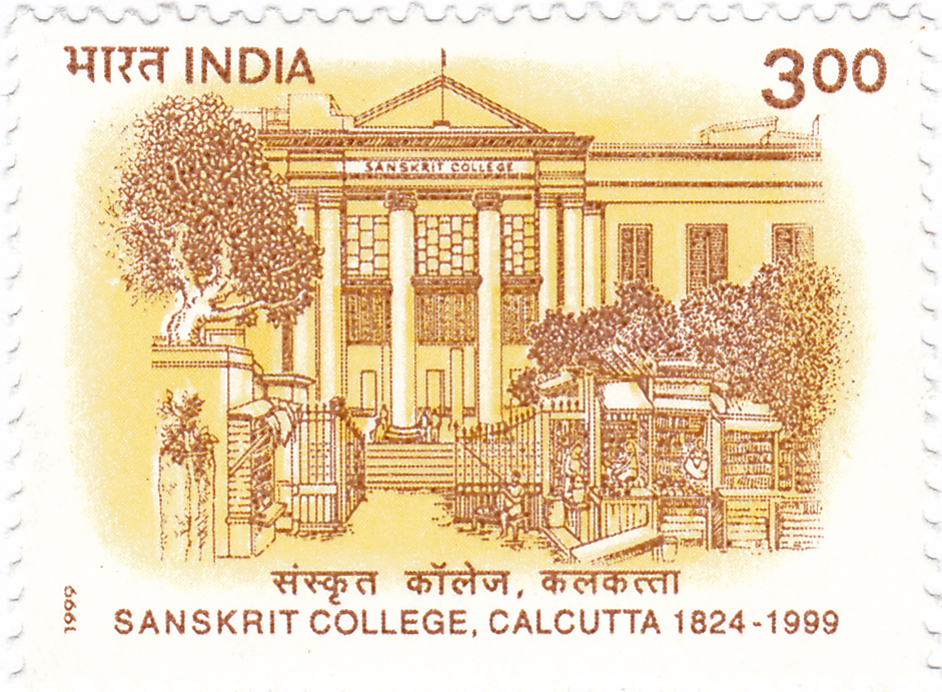
تمبر سال ۱۹۹۹ به مناسبت سالگرد ۱۷۵ سال کالج سانسکریت

کالج سانسکریت در ۱ ژانویه ۱۸۲۴، براساس توصیه جیمز پرینسپ و توماس بابینگتون مکالی، درزمان فرمانداری لرد آمهرست، تأسیس شد.

### تبدیل به دانشگاه
لایحه کالج و دانشگاه سانسکریت در سال ۲۰۱۵ در مجلس بنگال غربی با هدف تبدیل کالج سانسکریت به دانشگاه به‌تصویب رسید. این دانشگاه براساس قانون کالج و دانشگاه سانسکریت، در ۱۹ فوریه ۲۰۱۶ تأسیس و در ۱۵ ژوئن ۲۰۱۶ فعال شد.

## محوطه دانشگاه
کالج و دانشگاه سانسکریت در خیابان کالج در مرکز کلکته واقع شده‌است. نزدیکی به مدرسه هندو، دانشگاه ریاست جمهوری، دانشگاه کلکته و قهوه‌خانه هند به مرکزیت آن می‌افزاید.

### بخش‌ها
کالج و دانشگاه سانسکریت شامل بخش‌های هند باستان و تاریخ جهان، بنگالی، انگلیسی، زبان‌شناسی، فلسفه، پالی، سانسکریت و فلسفه‌های سنتی هند مانند (آدوایتا ودانتا، پانینی ویاکارانا و ساهیتیا) است.

### دوره‌های آموزشی
کالج و دانشگاه سانسکریت دوره‌های مختلف کارشناسی و کارشناسی ارشد را ارائه می‌دهد.
- دوره‌های سه ساله مدرک کارشناسی (BA): تاریخ هند باستان و جهان، بنگالی، انگلیسی، زبان‌شناسی، فلسفه، پالی، سانسکریت، آدوایتا ودانتا، پانینی و ساهیتیا.
- دوره‌های دو ساله کارشناسی ارشد (MA): تاریخ هند باستان و جهان، بنگالی، انگلیسی، فلسفه، سانسکریت و زبان‌شناسی.
- مدرک دو ساله آچاریا (معادل کارشناسی ارشد) در آموزش فلسفه‌های سنتی هند..

### کتابخانه مرکزی
کتابخانه مرکزی کالج و دانشگاه سانسکریت یک معدن پربها برای پژوهشگران است که شامل بیش از ۲۰۰٬۰۰۰ کتاب و ۲۵٬۰۰۰ نسخهٔ خطی از جمله چندین نسخهٔ خطی بسیار نادر است. دانشگاه همچنین یک برنامه گسترده برای دیجیتال کردن را آغاز کرده‌است تا این ۲۵٬۰۰۰ نسخهٔ خطی را در انبازهٔ مشترکات فرهنگی قرار دهد.
- لیست دانشگاه‌های سانسکریت در هند
- تحصیل در هند
- آموزش در بنگال غربی